# کلیسای تادئوس مقدس
کلیسای تادئوس مقدس (به ارمنی: Սուրբ Թադէոսի վանք - به انگلیسی St. Thaddeus Monastery) یا قره کلیسا، نام کلیسایی تاریخی در ایران، استان آذربایجان غربی است.
این کلیسا در ۲۰ کیلومتری شمال شرقی شهرستان چالدران در کنار روستایی به همین نام نزدیک ماکو واقع شده‌است. کلیسای تادئوس مقدس در تاریخ ۷ ژوئیه ۲۰۰۸، در فهرست میراث جهانی یونسکو به ثبت رسید. این کلیسا در زبان ارمنی سورپ تادئوسی وانک به لاتین (Surb Tadeosi vank) یعنی کلیسای مقدس تادئوس نامیده می‌شد.
تادئوس یکی از حواریون مسیح است که برای تبلیغ دین مسیحیت به منطقهٔ جنوب فلات ارمنستان آمدند. در ۶۶ میلادی، تادئوس مقدس به همراه سان‌دُخت، دختر پادشاه و تنی چند، که به دین مسیحیت ایمان آورده بودند، به دستور پادشاه وقت ارمنستان دستگیر شدند و پس از شکنجه به قتل رسیدند و تادئوس مقدس در مکان فعلی دیر مدفون شد.
واژۀ "قره"، واژه‌ای تُرکی و به معنای رنگ "سیاه" است. مورخان سدهٔ هشتم هجری به بعد گاهی به مناسبتی یادی از کلیسای تادئوس کرده‌اند و آن را «قرا کلیسا» نامیده‌اند. چون قسمت خاوری بنای کلیسا با سنگ سیاه ساخته شده‌است. برخی در کتاب‌های خود در مورد نام کلیسای تادئوس مقدس گمانه‌هایی شخصی را نیز منتشر کرده‌اند.

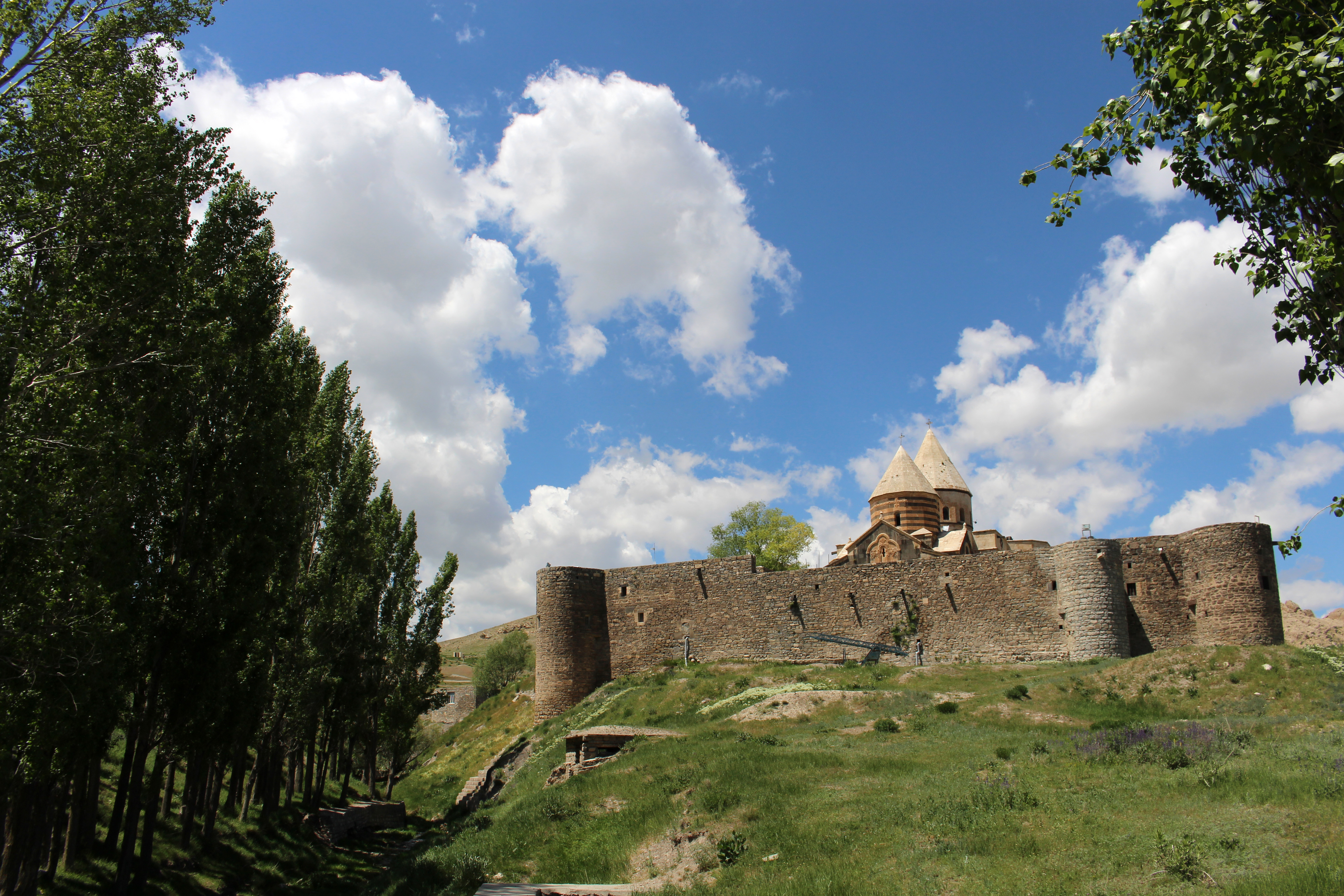
قره کلیسا

## مکان کلیسا
این کلیسا در شمال غرب ایران در استان آذربایجان غربی ناحیه به شهرستان چالدران و در روستای قره کلیسا در ۲۰ کیلومتری شمال شرقی سیه‌چشمه و هفت کیلومتری شمال جاده چالدران به قره‌ضیاءالدین قرار دارد؛ و همچنین در جنوب ماکو واقع است.

## پیشینه پژوهشی محوطه
این کلیسا در تاریخ ۱۱ بهمن ۱۳۳۴ به شماره ۴۰۵ ثبت ملی گردیده و همچنین در تاریخ ۱۷ تیر ماه ۱۳۸۷ برابر با ۷ ژوئیه ۲۰۰۸، طی نشست سی دوم، مجموعه «کلیسای تادئوس مقدس» ،کلیسای سن استپانوس و کلیسای زور زور به عنوان نهمین اثر تاریخی ایران در فهرست میراث جهانی یونسکو به ثبت رسید. بنا به تحقیق «دکتر ولفرام کلایس» باستان‌شناس و معاون پیشین «مؤسسه باستان‌شناسی آلمان» در ایران (تهران) این حومه دارای یک دریاچه مصنوعی و چراگاه حیوانات و کارگاه‌های مختلف برای تهیه مواد غذایی و غیره بوده‌است.

## پیشینه تاریخی
تاریخ ساخت این کلیسا بنا به روایت موسس خورناتسی مورخ مشهور ارمنیان به اوایل دوره مسیحیت برمی‌گردد. بدین ترتیب که کلیسای مورد نظر بر روی آرامگاه تادئوس مقدس که از مبشران دین مسیحیت بود بنا شده‌است. بنای اولیهٔ آن به اوایل سده سوم بازمی‌گردد و از ابتدا یکی از زیارتگاه‌های مهم ارمنیان بوده‌است. از جزئیات معماری این کلیسا، که به دست گریگور روشنگر ساخته شده، اطلاعی در دست نیست، اما در خصوص بنای کلیسا یکی از یاران وی و اولین اسقف کلیسای کاراپت مقدس، به نام زنون گلاک در کتاب «تاریخ دارون»، به این موضوع اشاره کرده‌است. از سده نهم میلادی به بعد روایت‌های بسیاری از مورخان ارمنی در مورد وقایع مربوط به کلیسای تادئوس مقدس به جا مانده، از جمله تووما آرتسرونی، در خصوص این دیر نوشته:
شاهزاده تادئوس نامه‌ای خدمت اسقف خاندان آمادونی فرستاد که در آرامگاه تادئوس قدیس در آرتاز (نام ارمنی شهرستان ماکوی فعلی) می‌نشست
این مطلب بیانگر دو واقعیت است: اول اینکه به جای کلیسای کوچکی که در سده چهارم میلادی بنا شده بود صومعه‌ای با امکانات وسیع برای اقامت اسقف و راهبان در این محل وجود داشته که شاید طی سده نهم یا سده میلادی آن را بنا کرده بودند و دوم اینکه صومعه اسقف‌نشین بوده که این مطلب نیز گواه بر اهمیت آن است. از سال ۱۲۴۳ میلادی نام «کلیسای تادئوس مقدس» متناوب در آثار و کتب مختلف، به ویژه مجامع مذهبی ارمنیان به چشم می‌خورد.

## توصیف کلیسای تادئوس مقدس

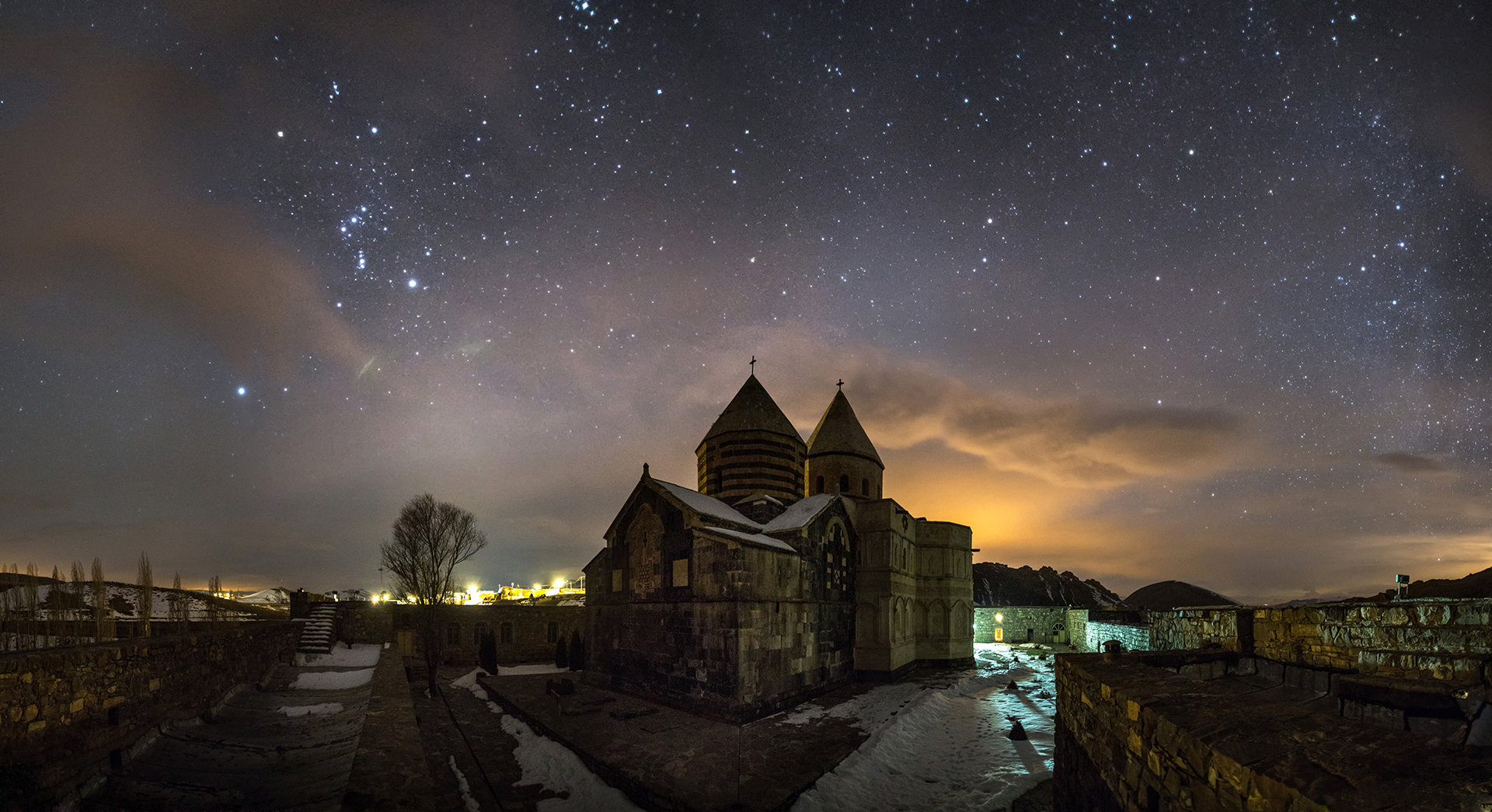

کلیسای تادئوس مقدس ویژگی‌های منحصر به فردی دارد. تکنیک و حجم پردازی در بنای کلیسای تادئوس مقدس در نوبه خود از کم نظیرترین پرداخت‌های هنرهای تجسمی است. با توجه به ویژگی‌های معماری در این بنای تاریخی، وجود دیوارهای دفاعی پیرامون کلیسا و ورودی اصلی آن، این بنا حکم قلعه نیز دارد. در چهار جهت قلعه پنج برج دیده‌بانی به شکل یک قوس قرار گرفته‌است.
کلیسای جامع تادئوس مقدس شامل مجموعه‌ای از فضاهای جانبی مشتمل بر دو حیاط شرقی و غربی و ۴۷ اتاق می‌باشد که به راهبان، طلبه‌ها، محققان و نویسندگان، نگهبانان کلیسا و کتابخانه آن تعلق داشته‌است. علاوه بر آن زیرزمین کوچکی نیز در زیر اتاق‌ها قرار دارد و فضاهای کوچکی نظیر ناهارخوری، آشپزخانه، آسیاب، عصار خانه، دخمه‌ای برای نگهداری غذا و فضاهای دیگری در حیاط جانبی غربی می‌باشد. همچنین اگر به مقطع کلیسای تادئوس نظری بیفکنیم، تمام بنا به صورت یک ساختمان واحد دیده می‌شود. برخلاف معابد اولیه ارمنیان که به شکل مربع است، این کلیسا مستطیل شکل است. قسمت شرقی آن با سنگ سیاه ساخته شده و تنها قسمتی است که از زلزله ۱۳۹۱ میلادی محفوظ ماند و شامل محراب و اتاق‌های جانبی و محوطه جلو محراب و گنبدی کوچک است.
همچنین مقبره «سن» دختر شاهزاده ارمنی، دختر پادشاه «ساندوخت»، که به سبب عقیده اش به مسیحیت جان باخت که بر بالای تپه‌ای در مجاورت کلیسا قرار دارد. در محوطه داخلی کلیسا چندین سنگ قبر و نیز یک حوض سنگی وجود دارد و نقش برجسته‌های فراوانی بر روی دیوارهای بیرونی کلیسا نقش بسته‌اند. سقف محراب کلیسا نیز با سنگ‌های مرمر سیاه و سفید به شکل زیبا تزیین شده‌است. در محوطه داخلی کلیسا در روی دیوار محلی برای روشن کردن شمع وجود دارد.
قسمت‌های کلیسا: ۱- کلیسای اصلی ۲- برج ناقوس ۳- ورودی ۴- برج ۵- حیاط شرقی ۶- حیاط غربی ۷- انبار

## کاربری کلیسای تادئوس مقدس
این کلیسا به عنوان اولین کلیسای جامع جهان مسیحیت شناخته می‌شود. ارمنی‌های ایران هر سال در روزهای آخر تیرماه و هفته اول مرداد ماه (تاریخ مراسم هر ساله متغیر است) که مصادف با قتل تادئوس مقدس و پیروان مسیحی اوست در کلیسای تادئوس مقدس مراسم خاصی برپا می‌دارند. این مراسم با حضور ارمنیان و تعدادی از سفرای کشورهای مسیحی در ایران برگزار می‌شود.
وضعیت موجودی کلیسا :این کلیسا به غیر از مراسمی که ارمنیان هر سال در آن برگزار می‌کنند، همه روزه پذیرای مسافران، گردشگران و بازدیدکننده گان داخلی و خارجی می‌باشد و به جهت برگزاری مراسم ارمنیان در آن از سوی سازمان میراث فرهنگی تمهیداتی جهت جلوگیری از تخریب و حفظ و نگهداری بنا و همچنین رفاه حال مسافران اندیشیده شده‌است.
شامل: «بلیط فروشی، نگهبانی دفتر فنی، مهمانسرا، دفتر اسقف خلیفه‌گری ارمنی‌ها، آشپزخانه، مکانی برای عرضه هدایا»

## تاریخچه کلیسای تادئوس مقدس

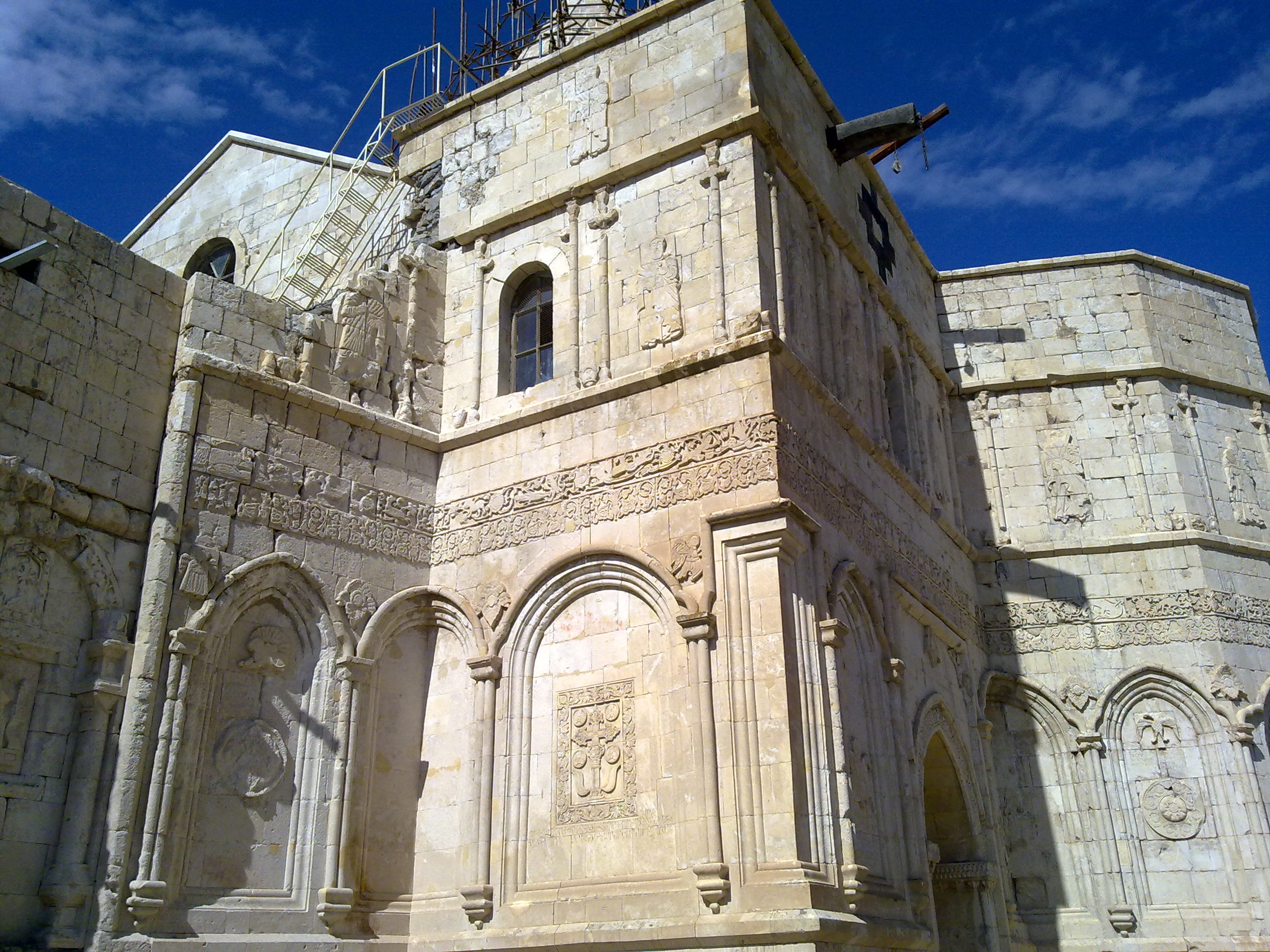

در سال ۶۴۴ یا ۶۴۵ هجری قمری تجدید بنا شد. فرمان شاه عباس اول صفوی در حمایت از ارمنیان بر روی سردر آن دیده می‌شود. عباس میرزا ولیعهد فتح‌علی‌شاه نیز تزئیناتی بر آن افزوده‌است.
کلیسای تادئوس مقدس، مزار تادئوس مقدس یکی از حواریون عیسی مسیح است. به استناد منابع تاریخی بخشی از ارمنیان پیرو دین زرتشت بوده‌اند و بخشی نیز آئین مهرپرستی داشته‌اند. برای نخستین بار در سال ۴۳ میلادی دو نفر از حواریون به نام‌های تادئوس قدیس و بارتلمئوس قدیس از شمال بین‌النهرین گذشته و برای رساندن پیام مسیح وارد این مناطق می‌شوند.
«تادئوس مقدس» که یکی از حواریون عیسی مسیح و از بنیان‌گذاران کلیسای حواری ارمنی است، در سال ۶۶ میلادی بخاطر بشارت مسیحیت به قتل رسید. مقبره وی در کلیسای تادئوس مقدس قرار دارد و به صورت یکی از زیارتگاه‌های مهم ارمنیان از آن یاد می‌شود. در داخل این کلیسا دالان‌هایی تعبیه شده‌اند که برای آذوقه سربازان و افراد کلیسا بوده‌است. هر ساله در سوم مرداد مسیحیان زیادی جهت انجام مراسم خاص این روز از سراسر جهان به آن سفر می‌کنند و در اطراف کلیسا چادر زده و اقامت می‌کنند. سر کشیک کلیسای تبریز، امین مسیحیان خارجی می‌باشد که همه ساله مبالغی جمع‌آوری و در اختیار او گذاشته می‌شود. تا صرف این بنا و مسیحیان ایران شود.

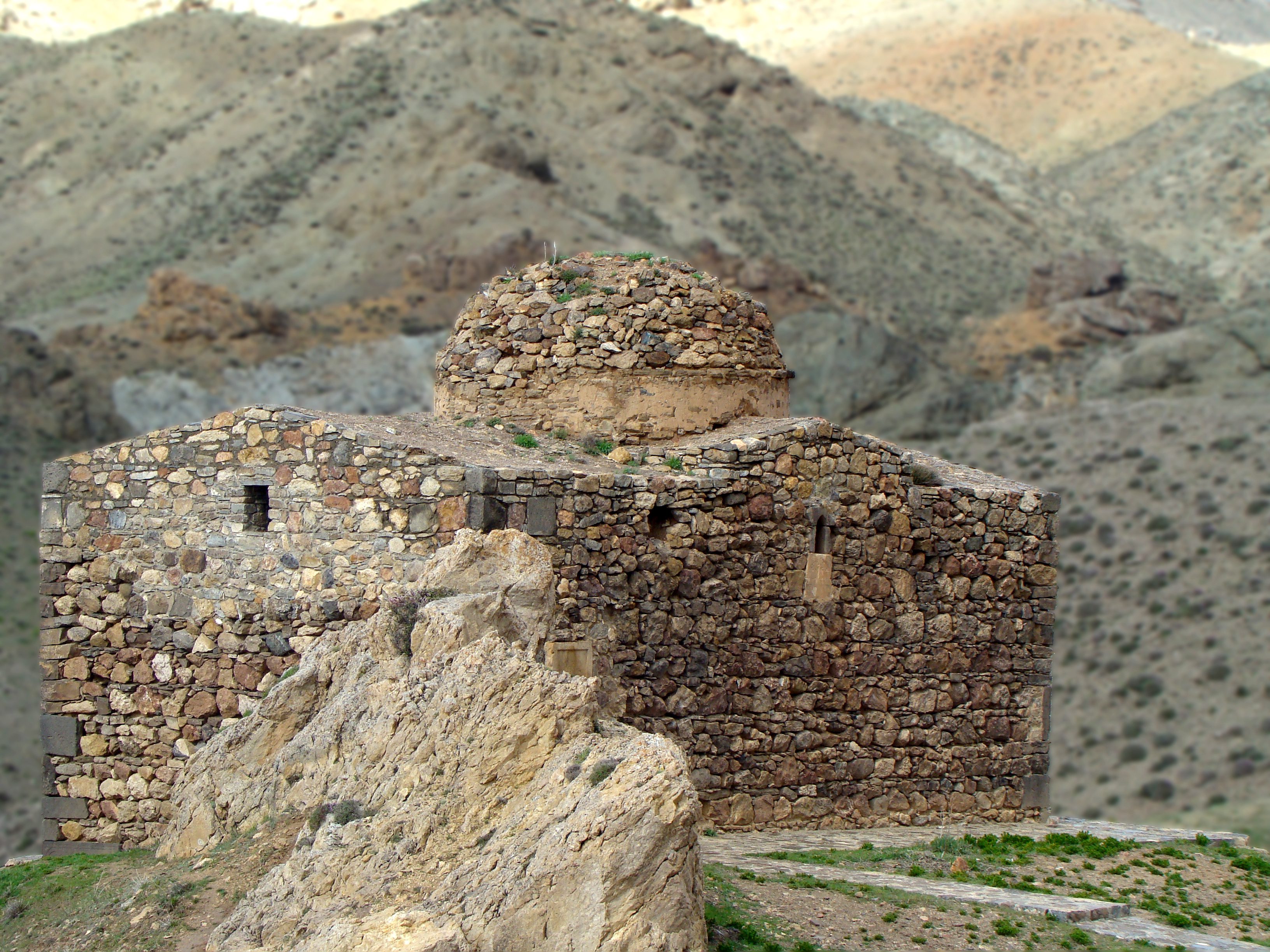
صومعه زاکاریای مقدس که در سیصد متری دره‌ای که در کنار کلیسای تادئوس مقدس وجود دارد، واقع است.

## نوع محل کلیسای تادئوس مقدس
این کلیسا در منطقه کوهستانی چالدران که مرتفع‌ترین منطقه استان آذربایجان غربی است قرار دارد. ساختمان کلیسا در بلندی کم ارتفاعی واقع است (دامنه کوه) و از طرف مشرق بر دره کم عمقی که در آن نیز رودی جاری است مشرف است. این کلیسا در سطحی به مساحت ۱۵۰×۲۰۰ متر ساخته شده‌است و با دیوارهای بلند و با برج، بارو محصور گشته و شباهت بسیاری به کلیسای جامع اچمیادزین دارد.

## بازسازی
قره کلیسا بارها دچار زلزله، چپاول و ویرانی شده‌است. تاخت و تاز چنگیزخان مغول (سال ۱۲۲۰ میلادی/۶۱۷ ه‍.ق) و جانشینانش، یورش تیمور گورکان و بازماندگانش، تاخت و تاز سپاهیان عثمانی و جنگ‌های داخلی در آذربایجان از عوامل عمده‌ای هستند که نقش بازدارنده در مرمت و بازسازی کلیسا داشته‌اند. این کلیسا از دو بخش قدیمی سیاهرنگ و بخش جدید سفید رنگ تشکیل شده‌است که هر کدام برای خود تاریخچه ای دارد. در زمان حکومت هولاکوخان، چون «سرقوی خاتون» مادر هلاکو و «دوقوز خاتون» همسرش، مسیحی بودند، وی به مسیحیان توجه ویژه‌ای داشت و در این زمان برای بازسازی قره کلیسا گام‌هایی برداشته شد و هلاکو موقوفاتی برای آن مقرر کرد. همچنین کتیبه ای در کنار محرابِ بخش قدیمی کلیسا موجود است که نشان می‌دهد در سال ۱۳۱۹میلادی زلزله شدیدی در این منطقه به وقوع پیوست که موجب تخریب گسترده‌ای در این کلیسا شد اما مجدداً توسط فردی به نام اسقف بسداجی زاکاریا که از سال ۱۳۱۵ میلادی به سمت راهب ارشد کلیسا انتخاب شده بود، در دوره زمانی ۱۰ ساله تعمیر و بازسازی می‌شود.
آخرین بازسازی کلیسا در سال ۱۸۱۴ میلادی زمان عباس میرزا ولیعهد فتحعلی شاه انجام شد. اسقف ارمنی از او می‌خواهد تا این بازسازی را انجام دهد. در این بازسازی آن‌ها بخش قدیم و جدید را با استفاده از ترکیب رنگ‌های سیاه و سفید با هم ادغام کردند و یک ترکیب جدید را ایجاد کردند. در ساخت این کلیسای جدید از نقش و نگار کلیسای جامع اچمیادزین، الهام گرفته شد تا به زیبایی هر چه تمام تر احداث شود.
به دستور عباس میرزا ساختمان جدید با سنگ‌های سفید و حجاری‌هایی بی نظیر در در ادامه کلیسای کهن و در ضلع غربی آن، ساخته شد اما در نهایت این کار به علت مرگ عباس میرزا ناتمام ماند.

## ثبت در فهرست میراث جهانی ناملموس بشری یونسکو
در جلسه عصر پنجشنبه ۲۷ آذر ۱۳۹۹ پرونده آیین زیارت تادئوس مقدس به صورت مشترک توسط ارمنستان و ایران مطرح شد و داوران کمیته به اتفاق آرا با ثبت این آیین به عنوان میراث جهانی ناملموس بشری موافقت کردند.

### آیین زیارت کلیسای تادئوس مقدس
کلیسای تادئوس مقدس سالانه میعادگاه حدود ۲۵ هزار ارامنه ایران و جهان می‌شود و در هفته اول مرداد ماه ارمنی‌ها از شهرهای مختلف به قره کلیسا می‌آیند. افزون بر ارامنه، خانواده‌هایی از آشوریان و به ندرت خانواده‌های مسیحیان کاتولیک هم در این جشن شرکت می‌کنند.
یکی از آداب پسندیده در طول زیارت سه روزه، آیین‌های غسل تعمید کودکان و نوجوانان ارمنی در این کلیسا است. عده ای بر این عقیده هستند که تعمید کودکان آنها در نخستین کلیسای مسیح و محل شهادت حواری آن پیامبر، همراه با خیر و برکت است. گروهی هم فرزندان خود را با نذر و نیت در آنجا غسل تعمید می‌دهند و به همین خاطر سن غسل تعمید گیرندگان گاه به ۱۵ و ۲۰ سال هم می‌رسد.
روزهای توقف خانواده‌ها در قره کلیسا متفاوت است. رسم این است که سه روز (از اول تا سوم مرداد) باید در آنجا بمانند ولی کسانی که از راه دور می‌آیند، گاهی بیش از سه روز می‌مانند. خانواده‌هایی هم که از شهرهای نزدیک می‌آیند، ممکن است فقط روز دوم آنجا باشند و سپس مراجعت کنند.

## نگارخانه

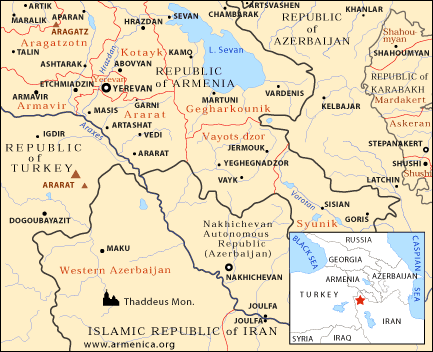
نقشه منطقه موقعیت صومعه را نشان می‌دهد
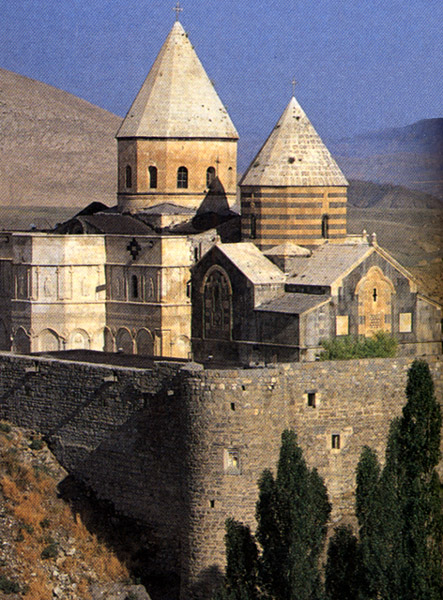
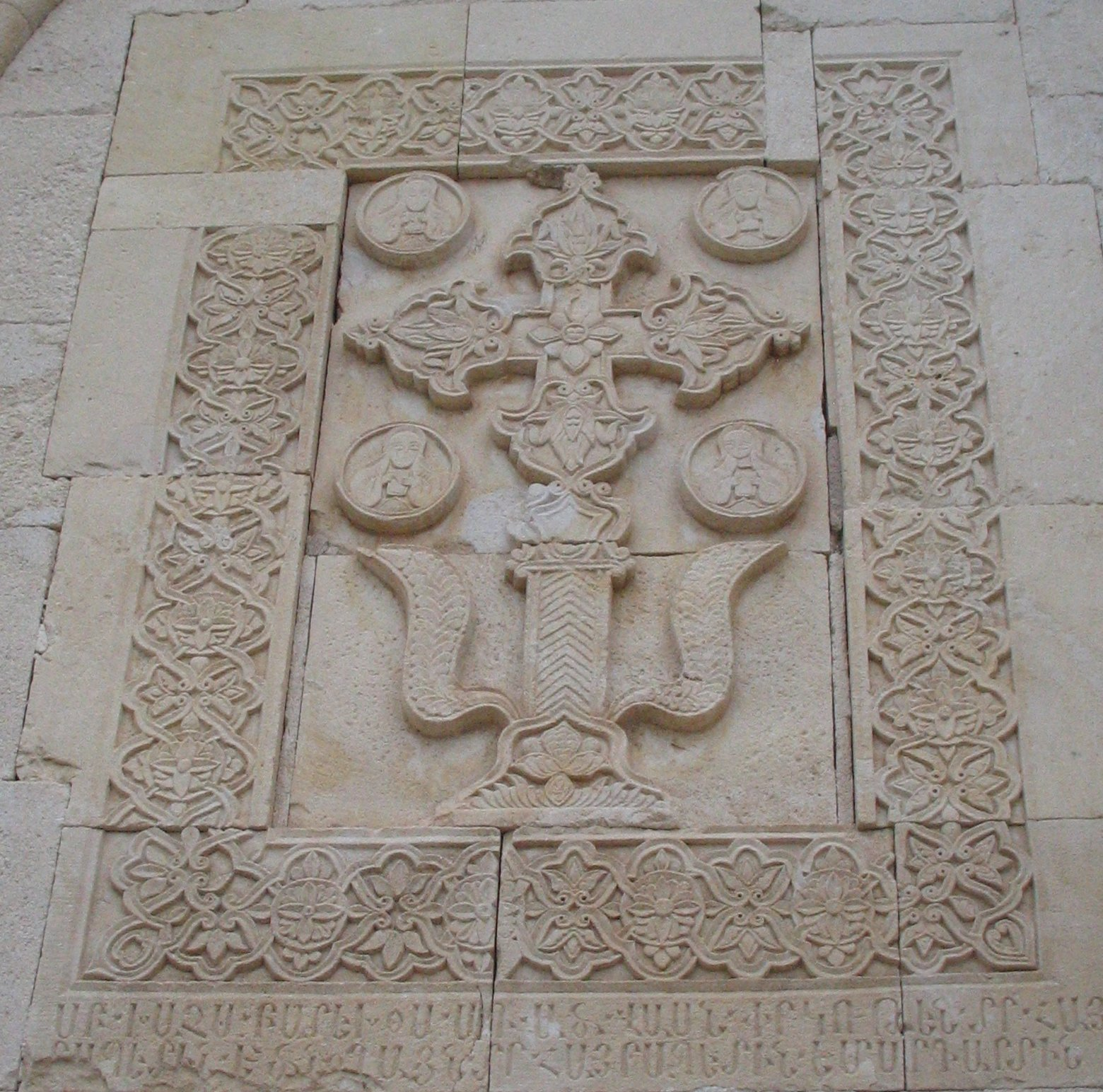
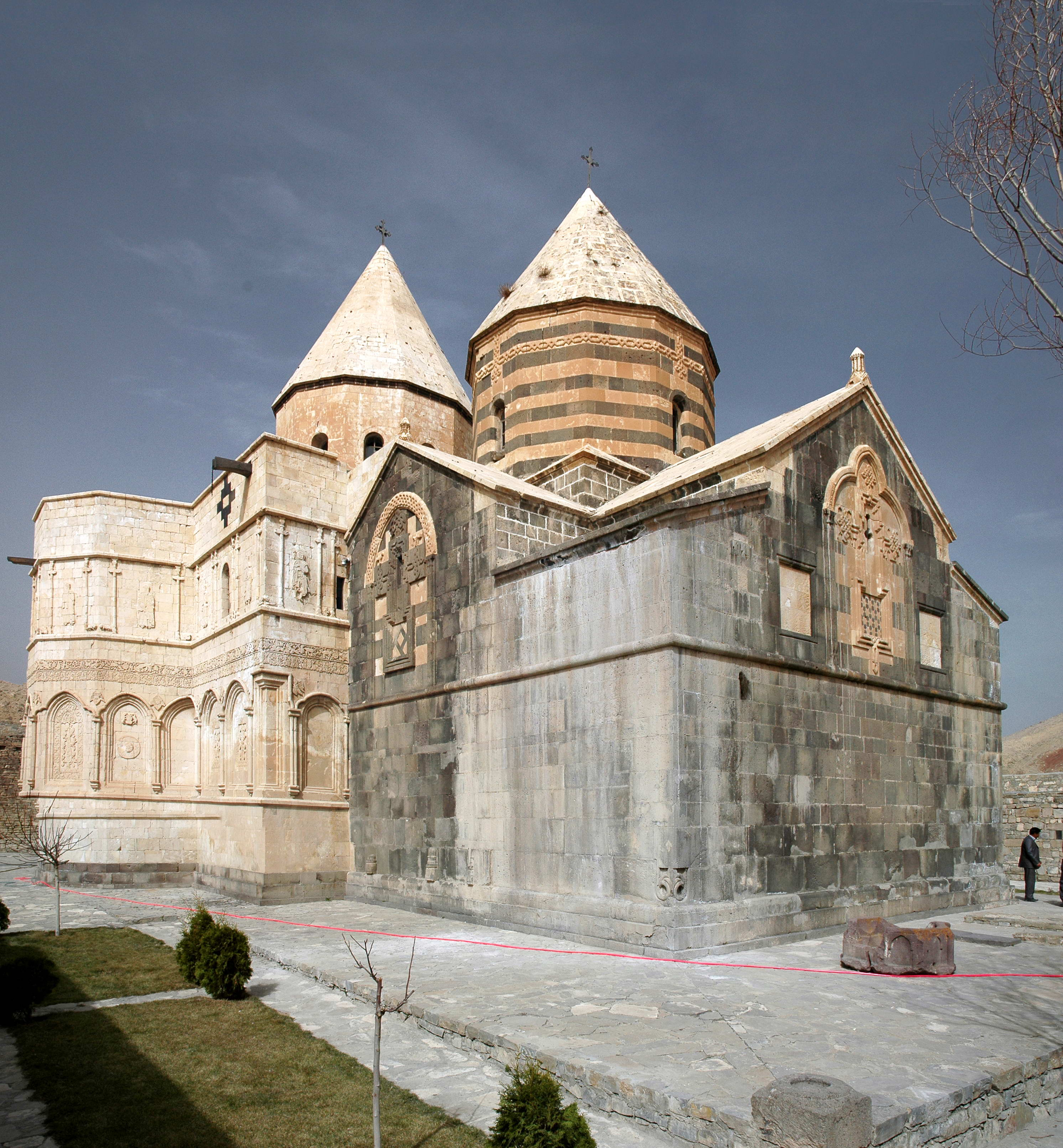
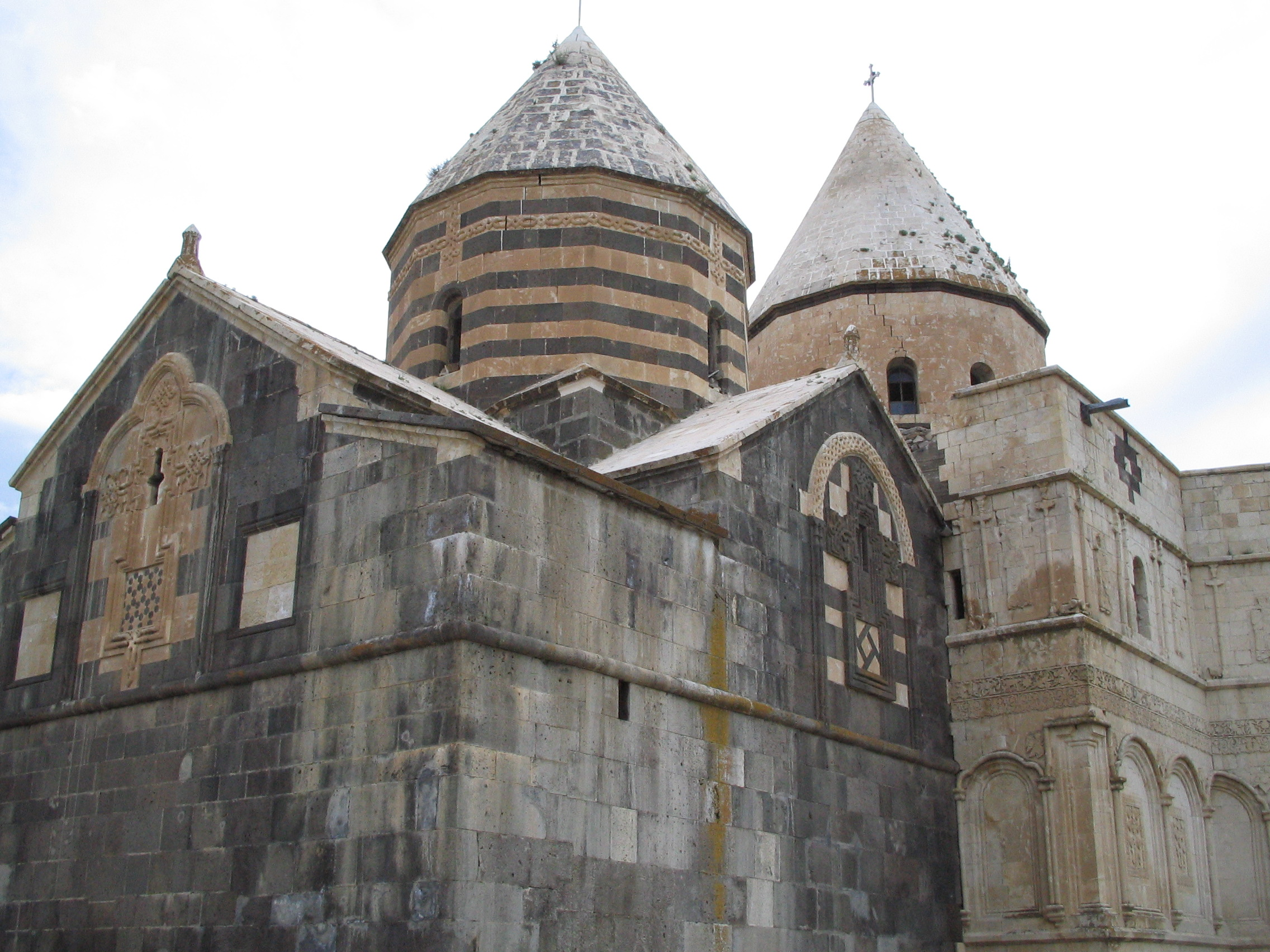
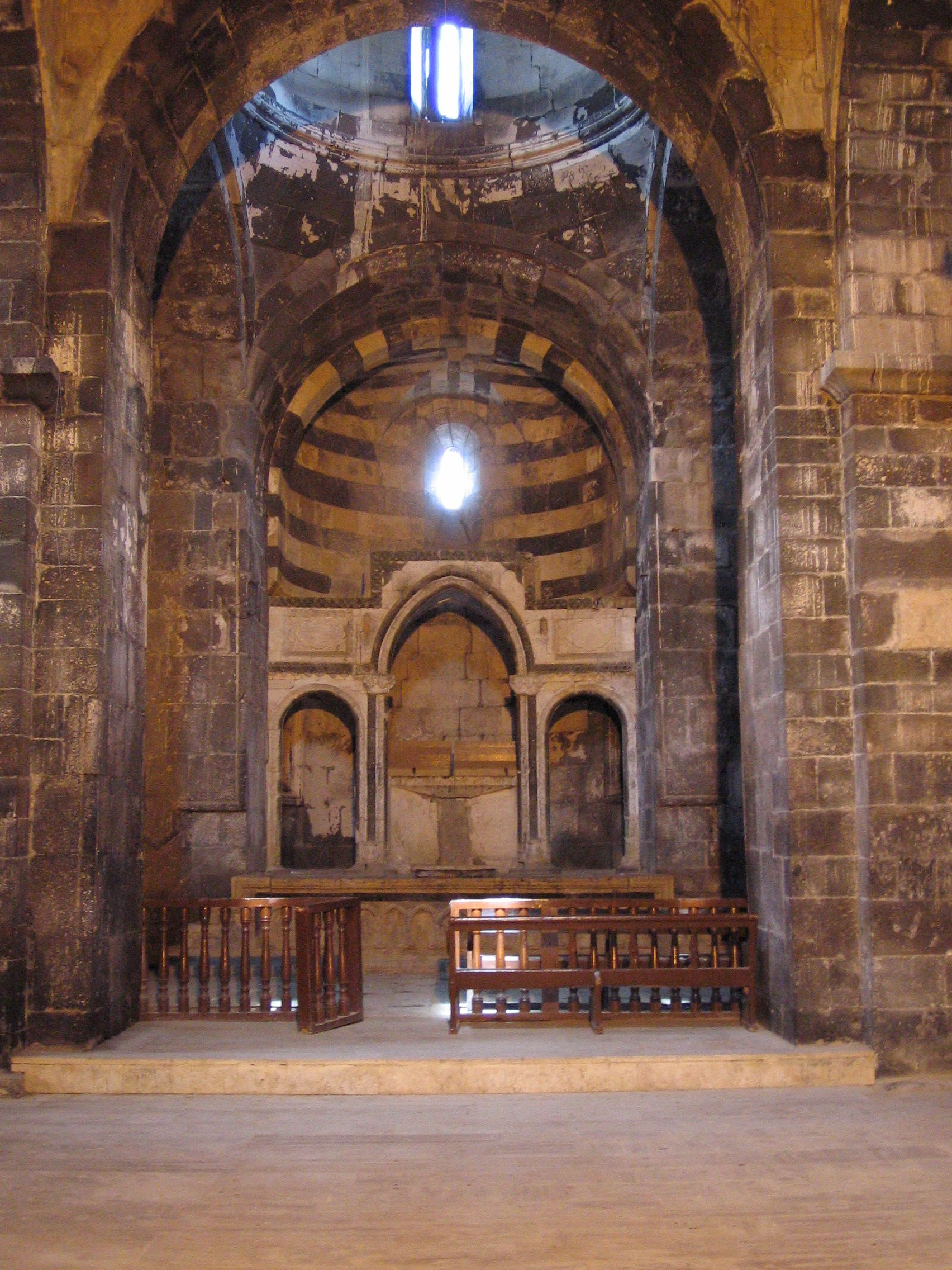
نمای داخلی
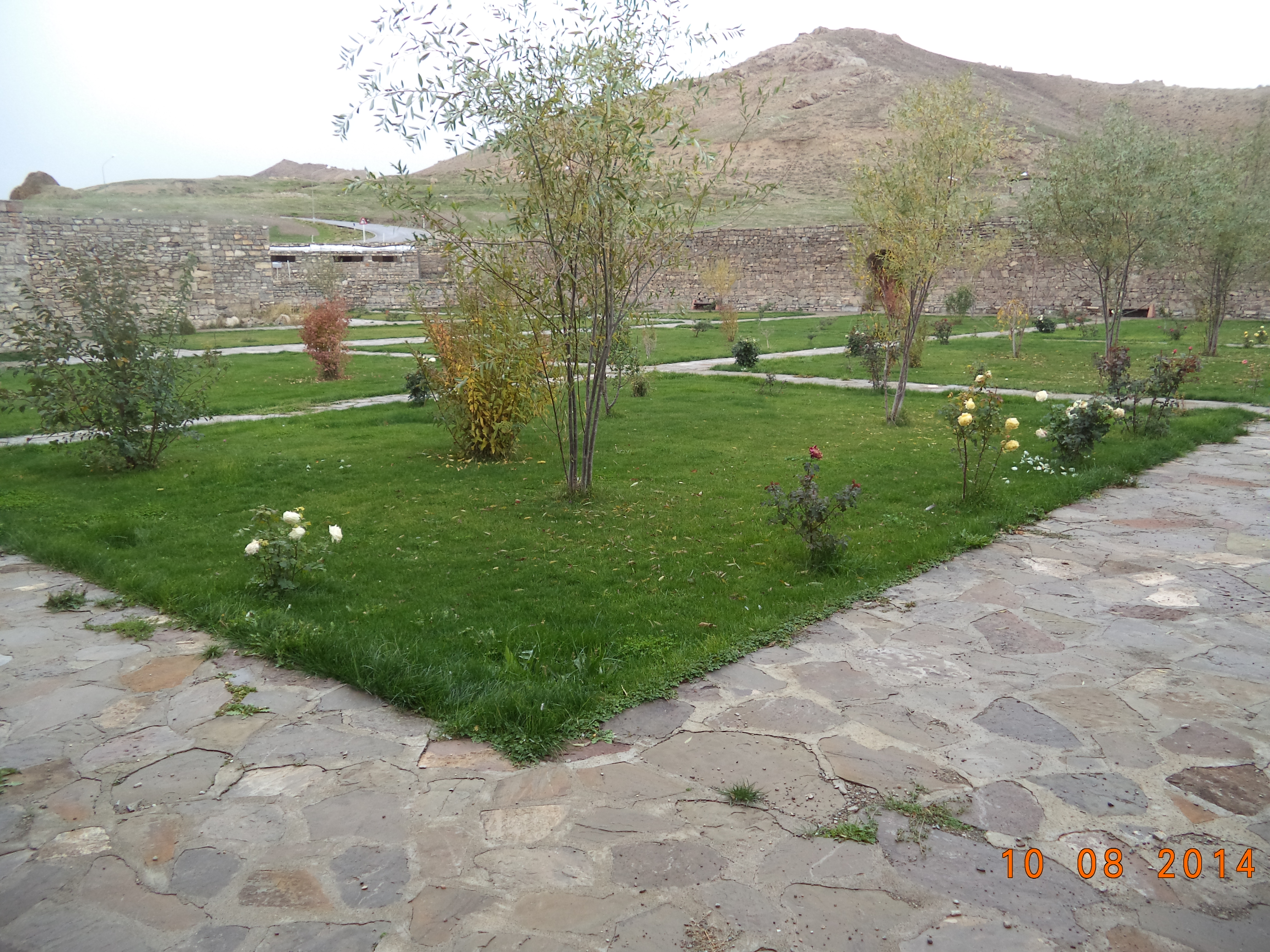
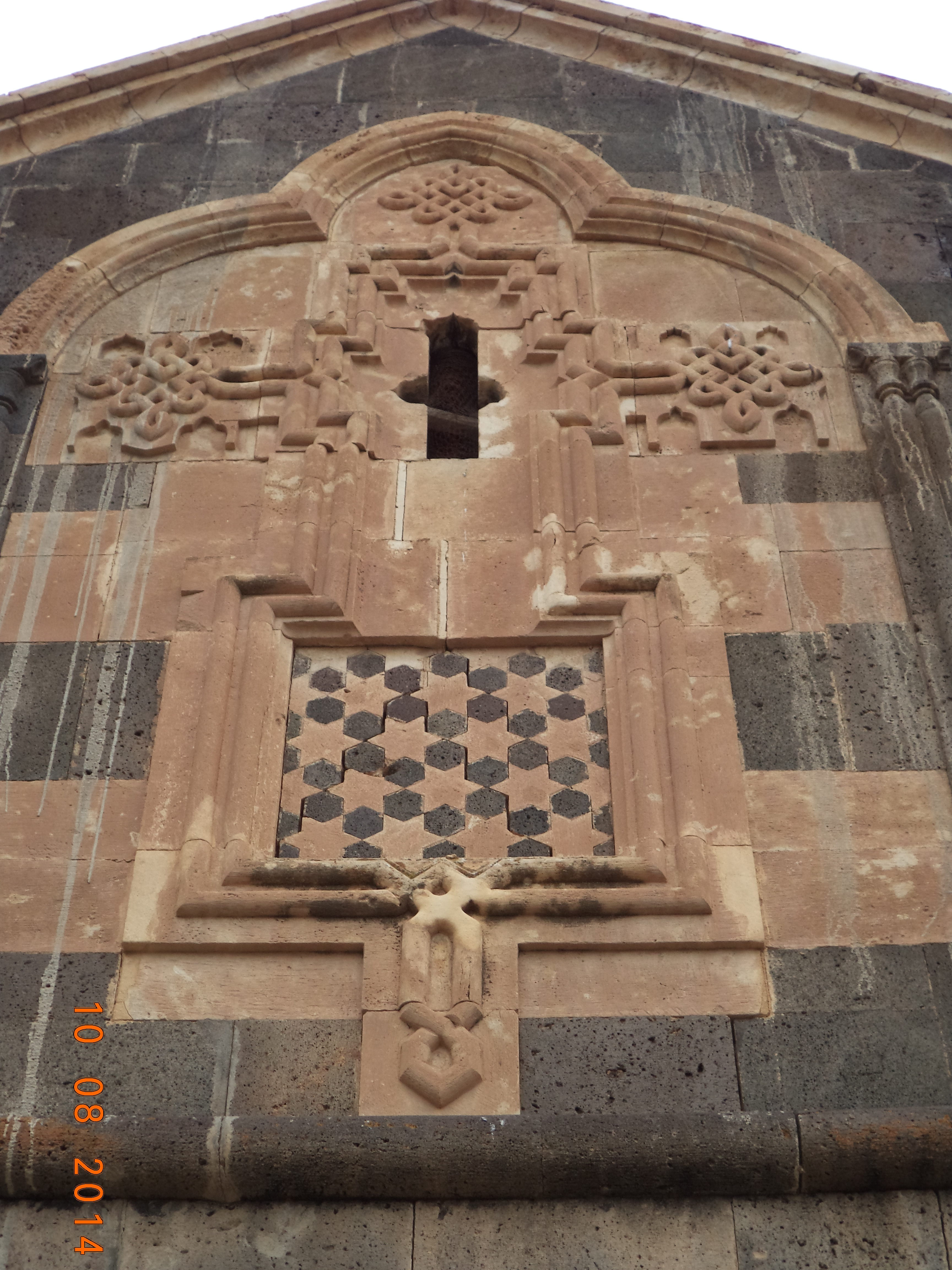
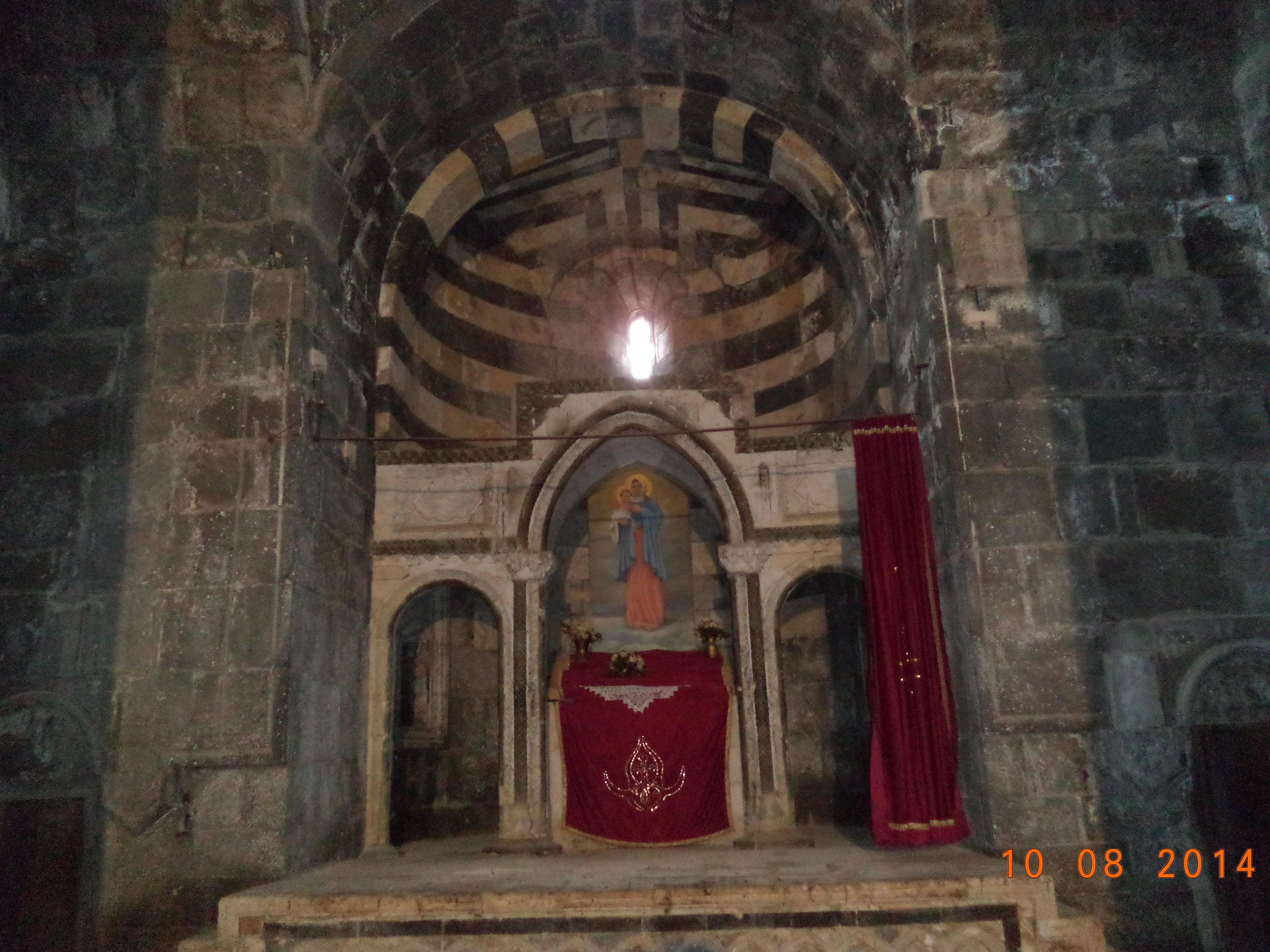
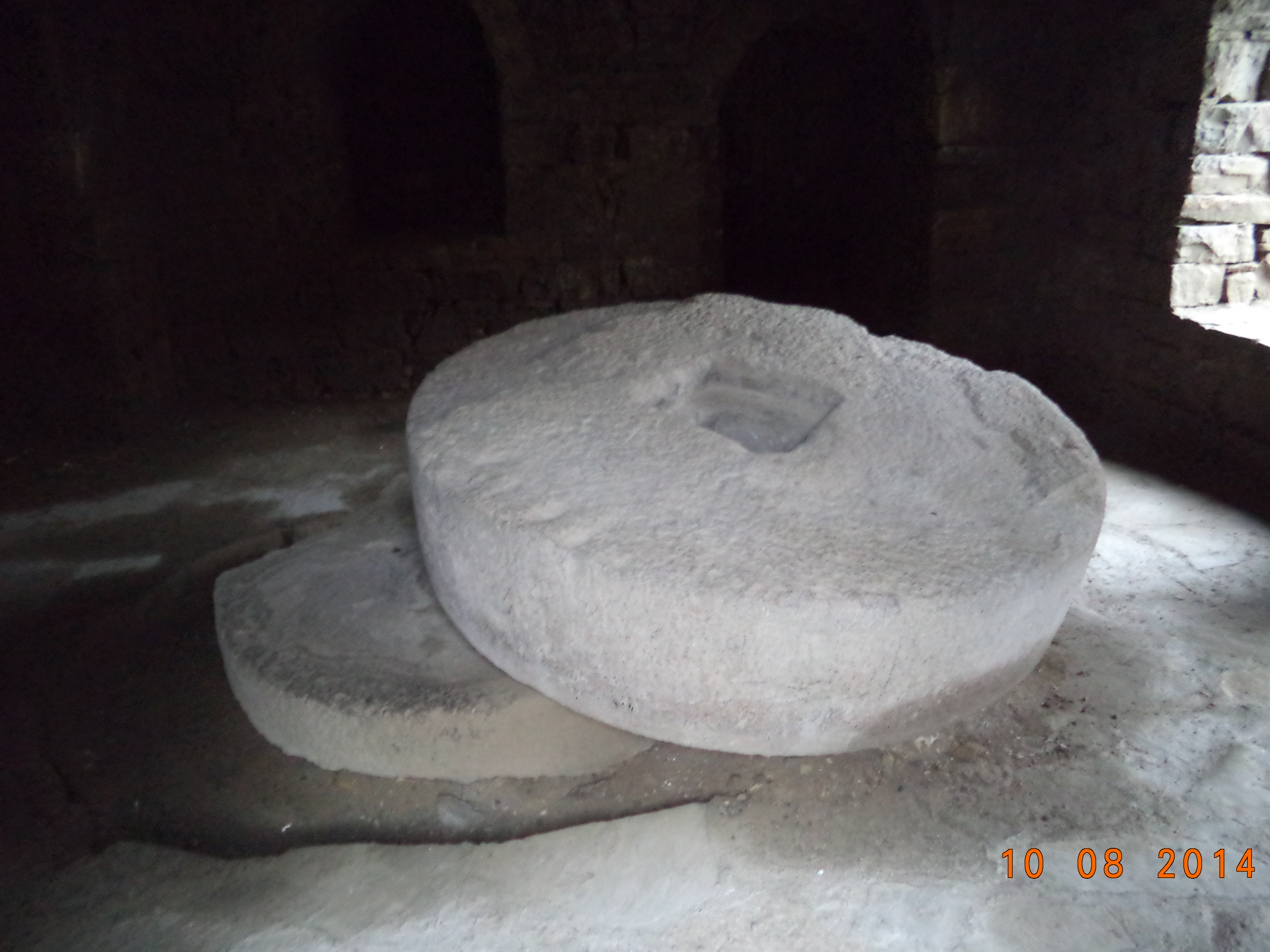
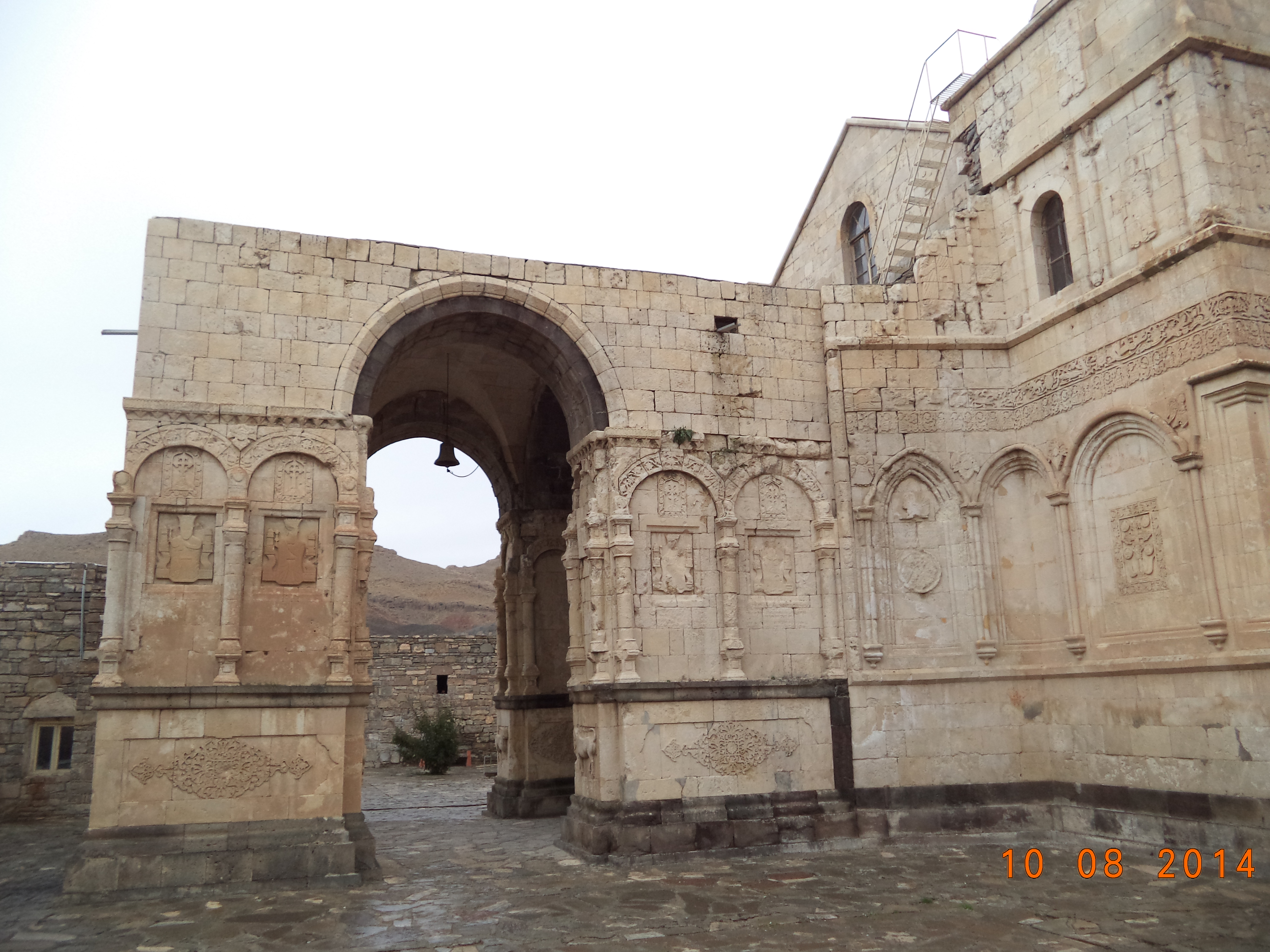
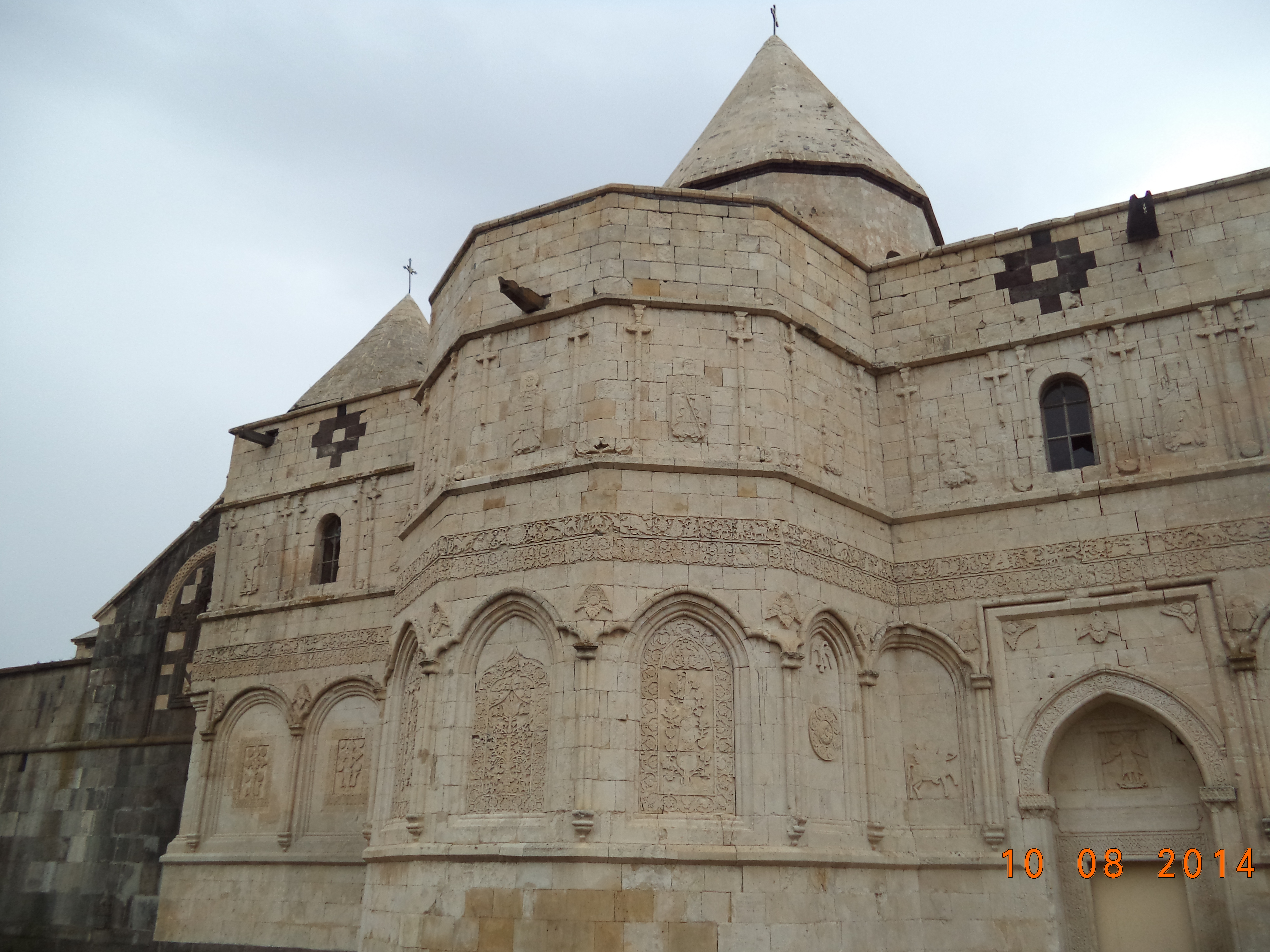
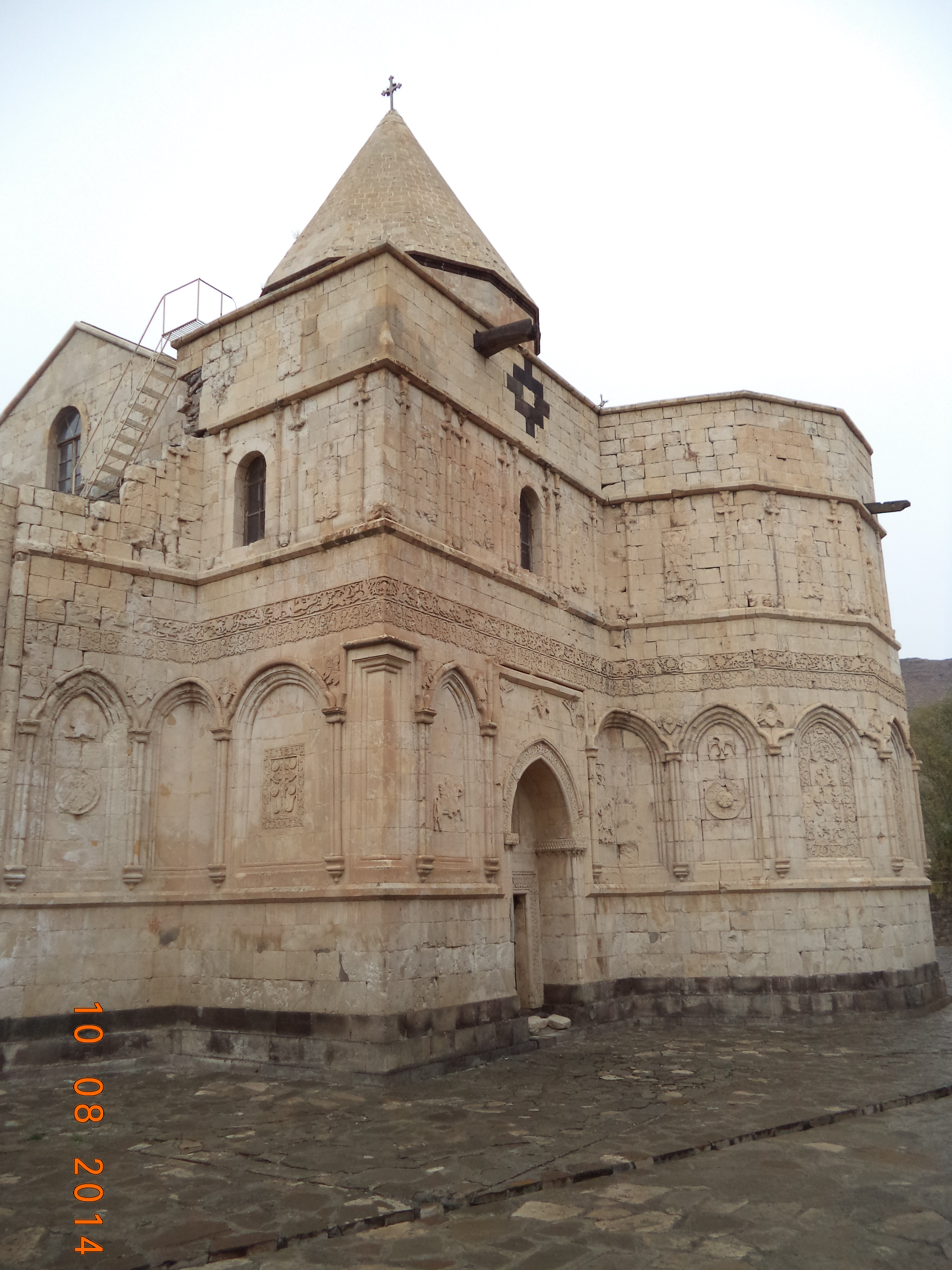
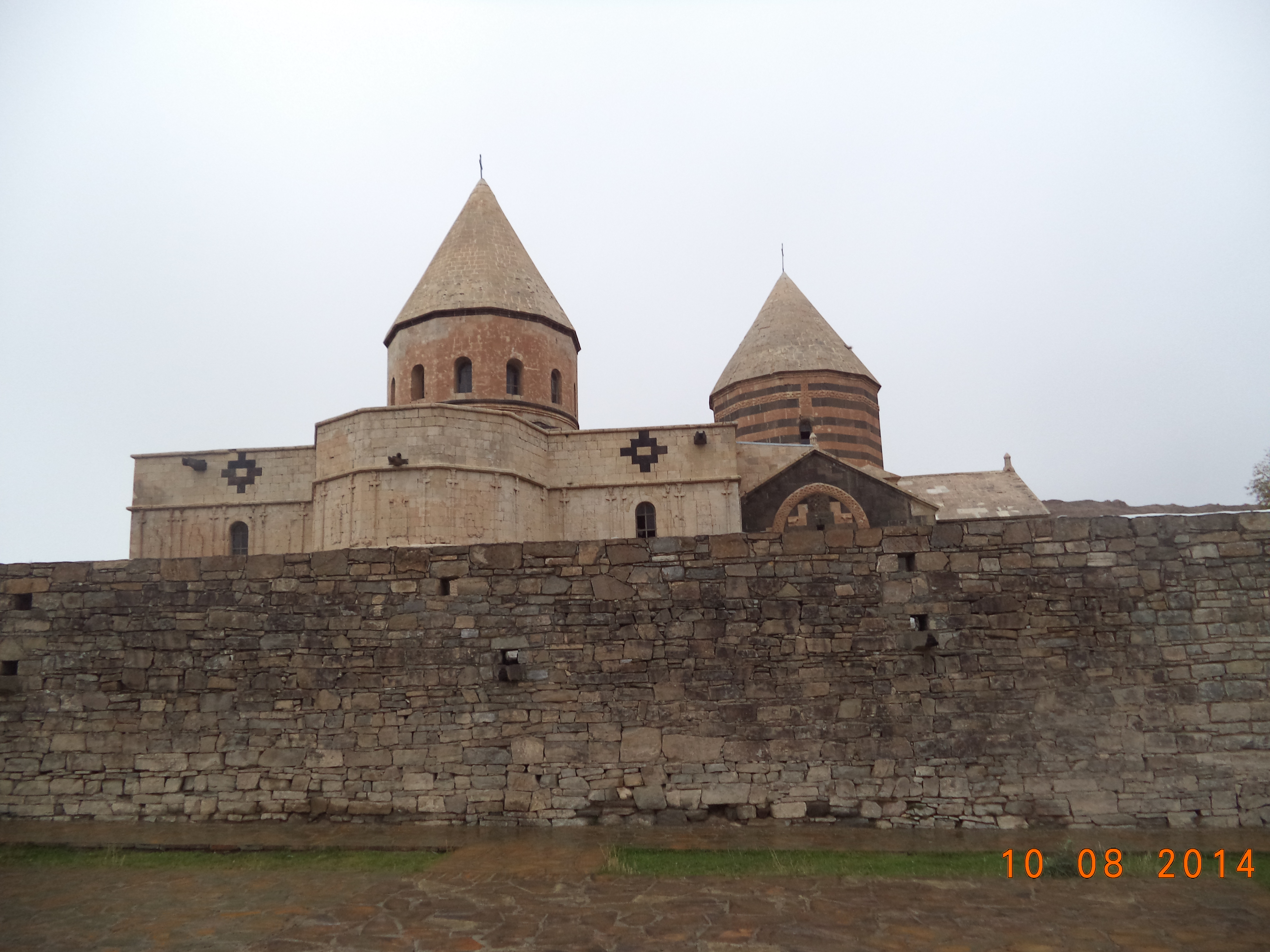
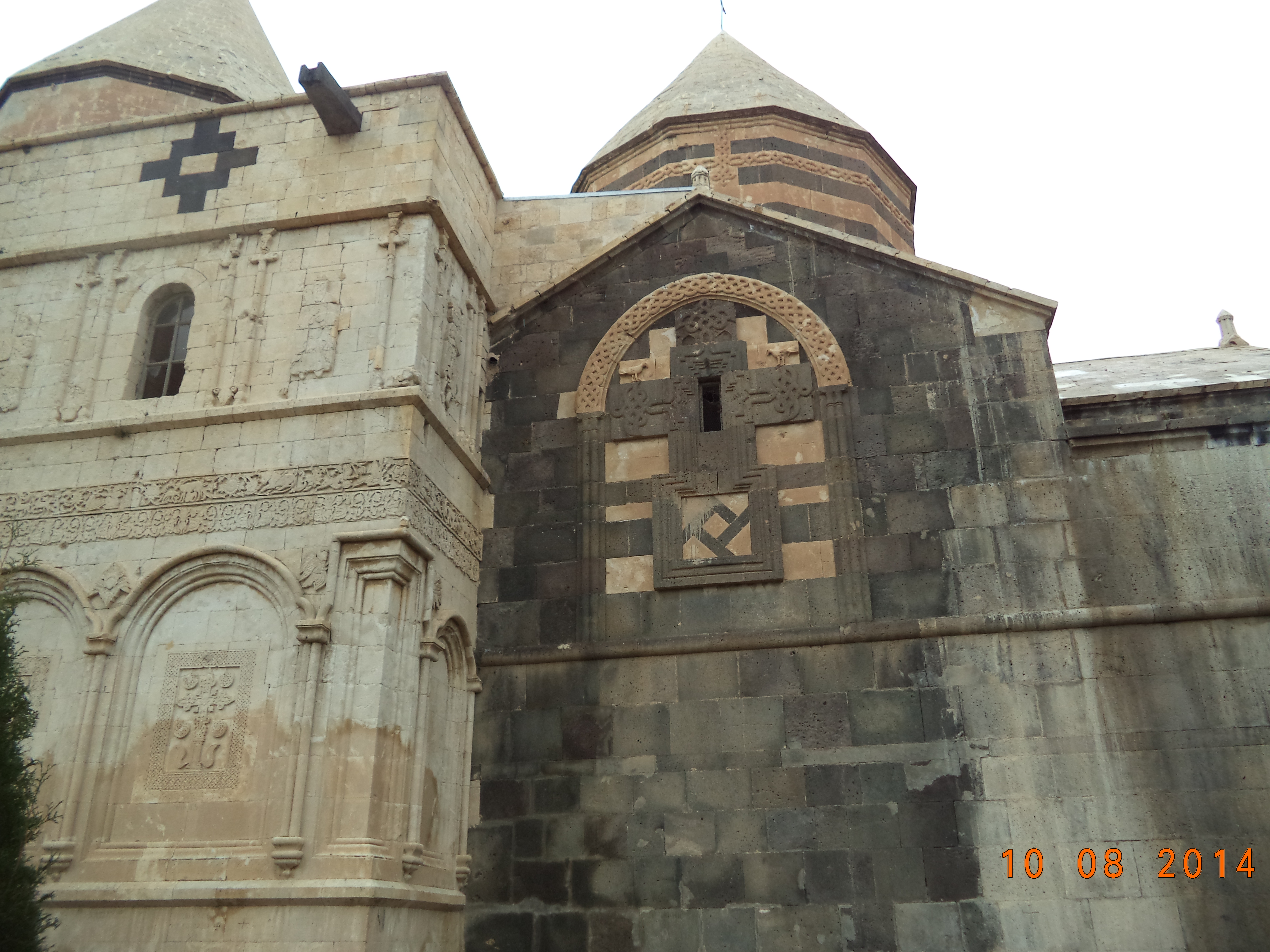
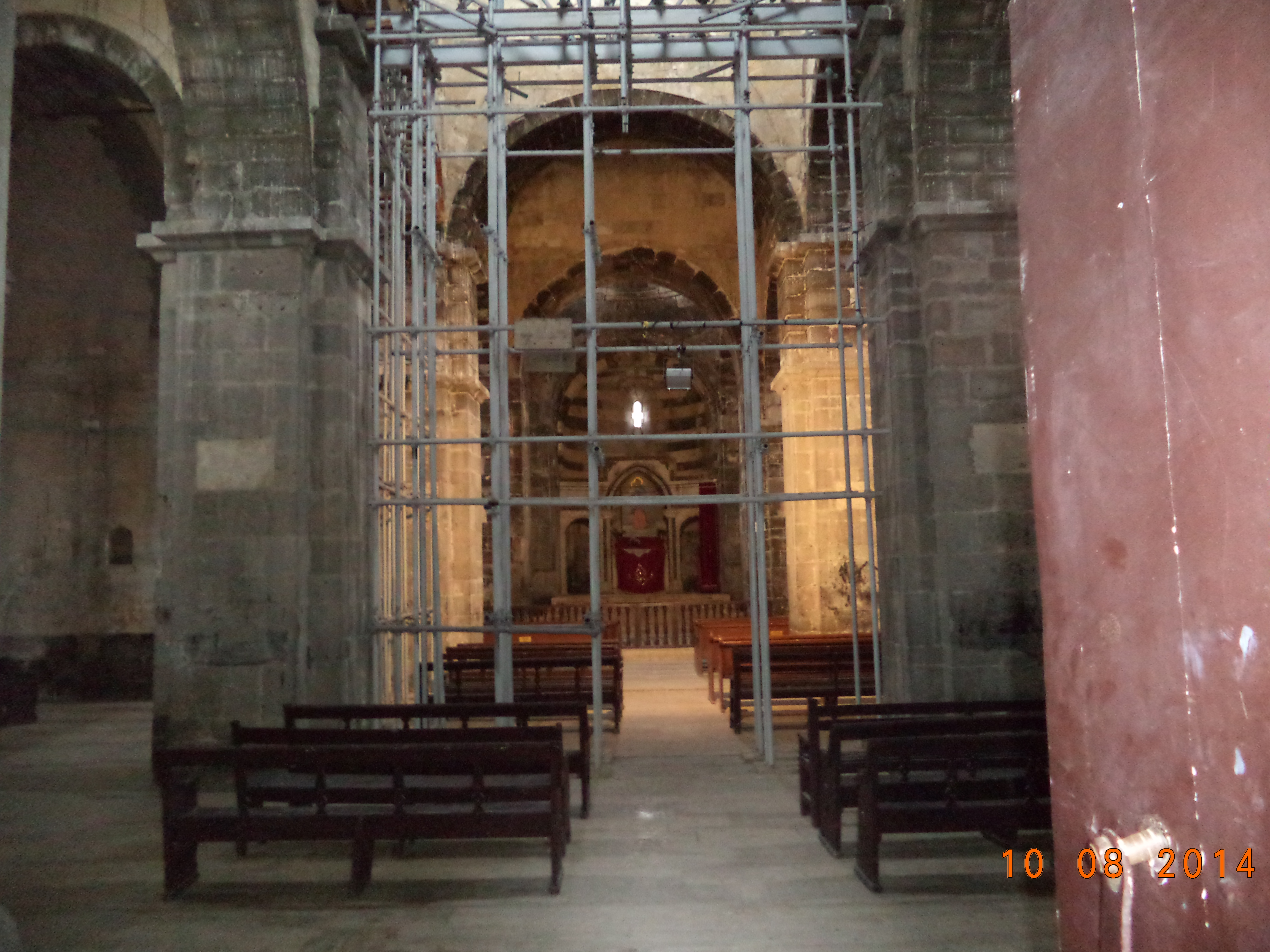
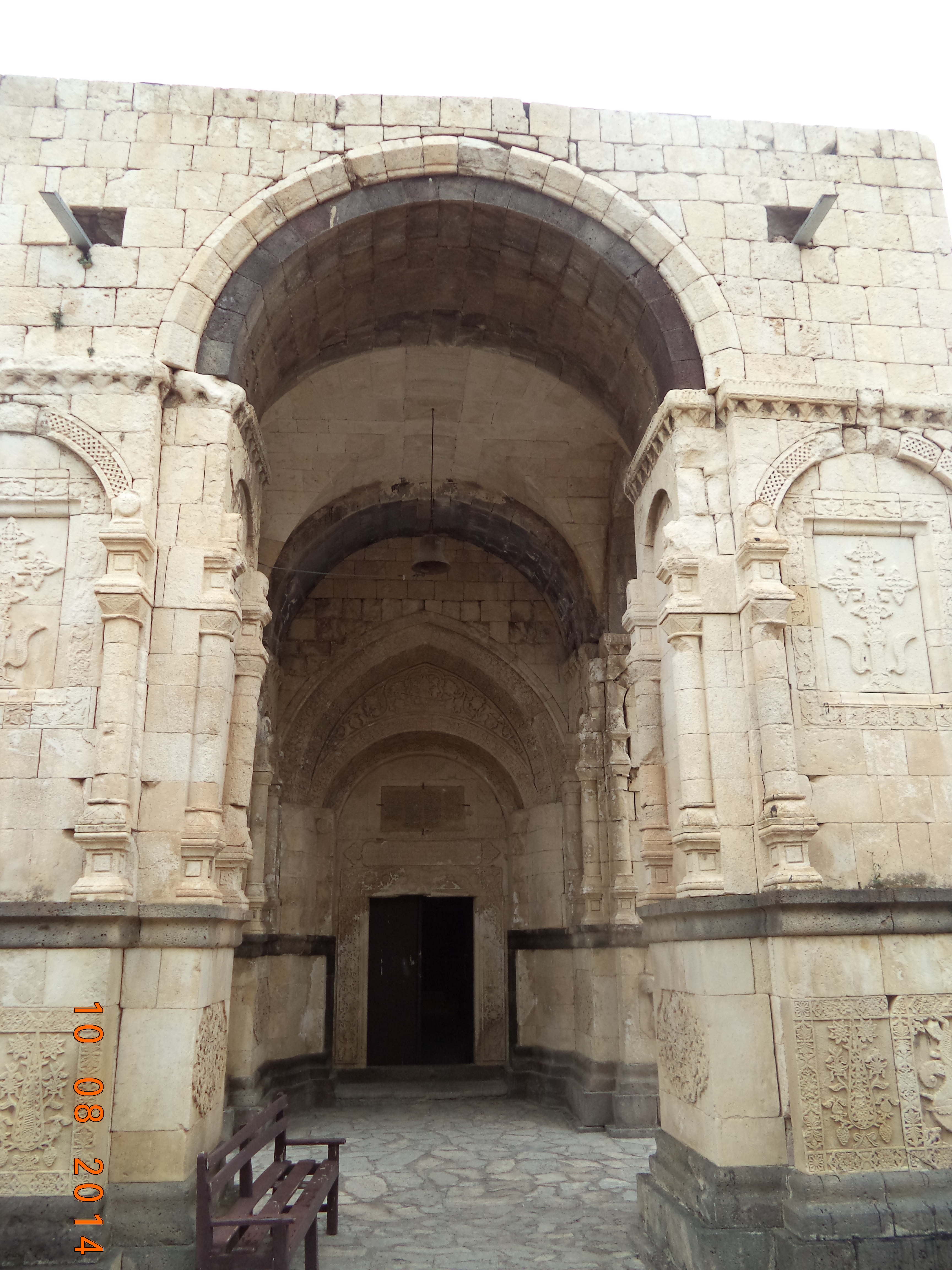
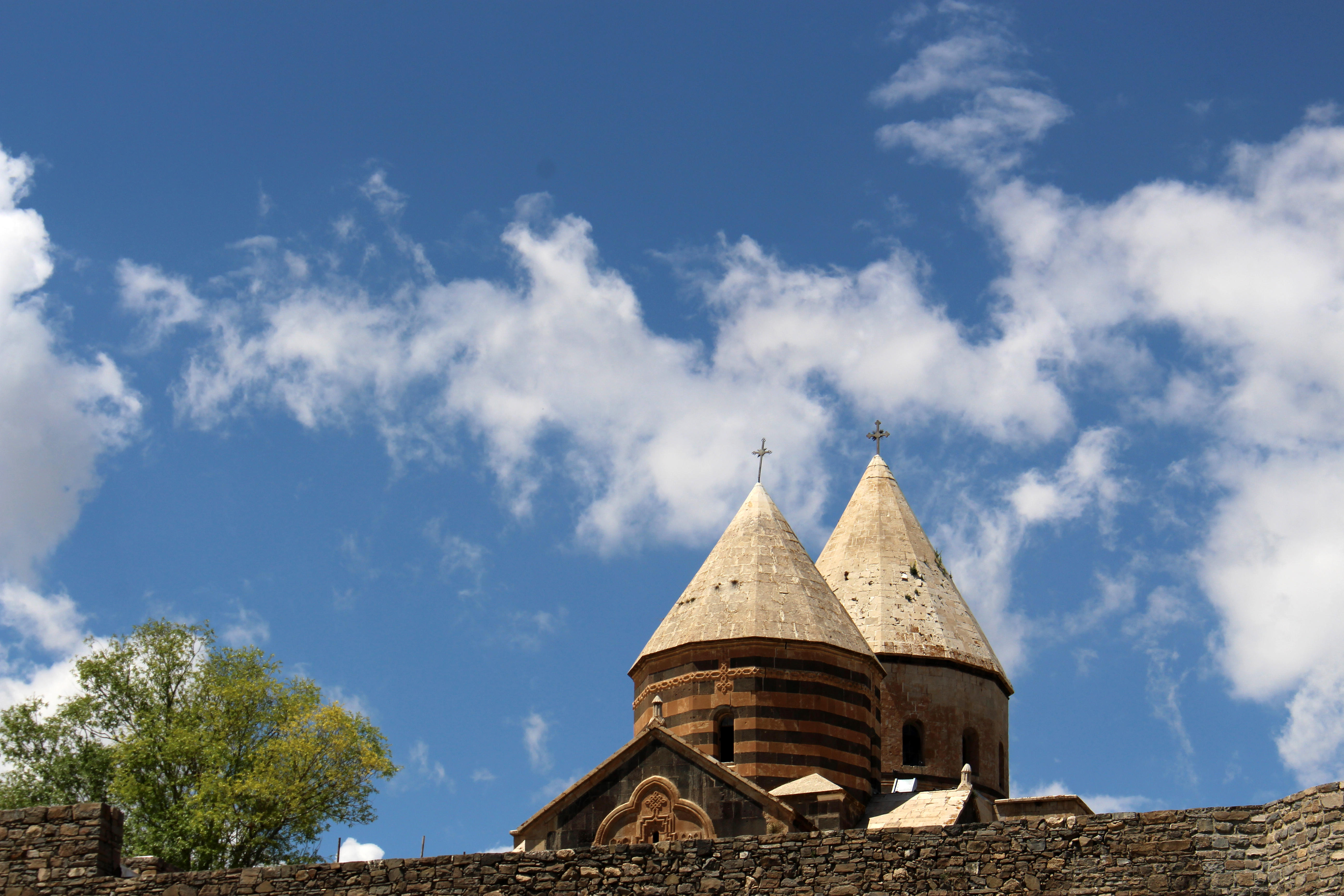
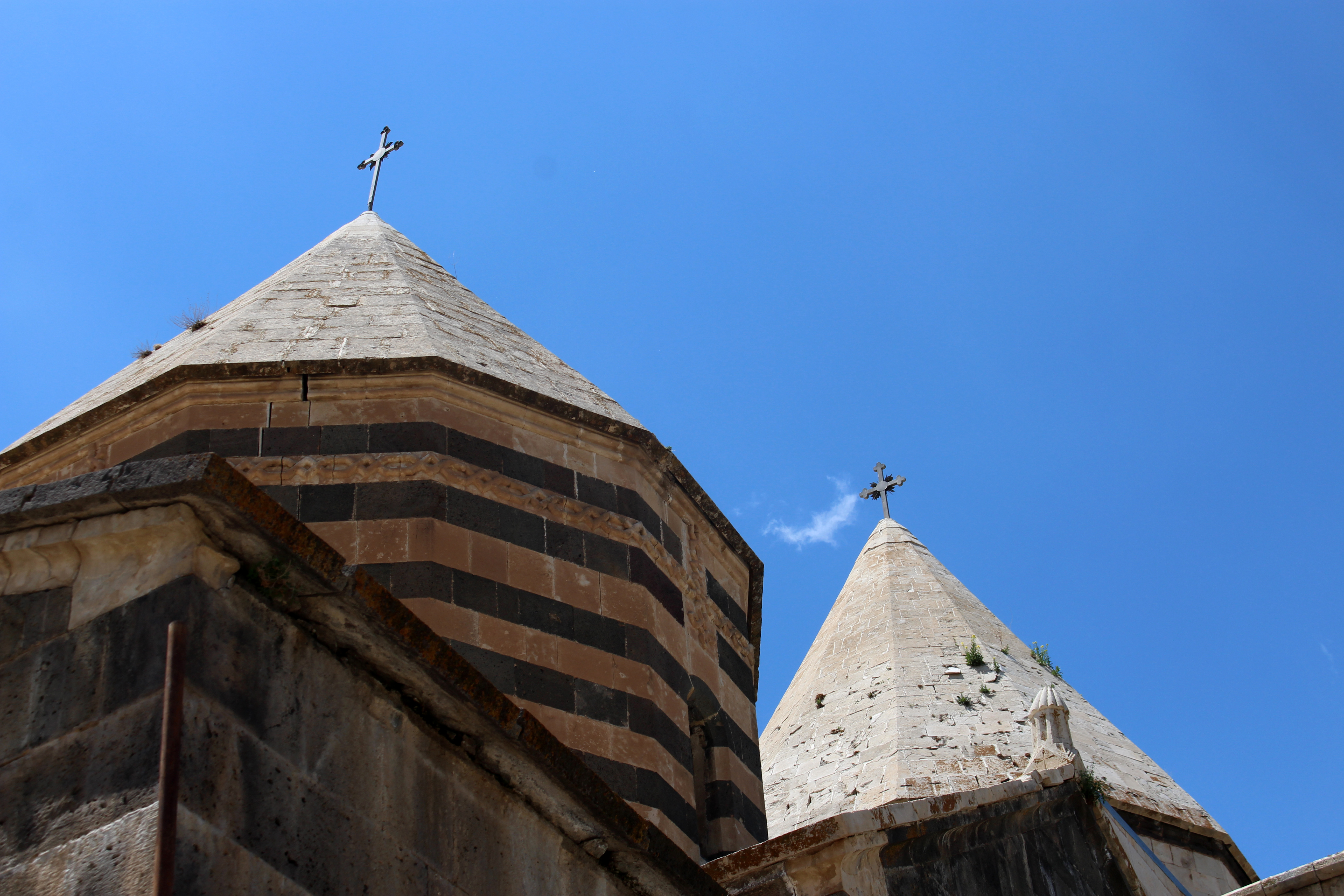